# جيمس ديفيد ستيوارت
جيمس ديفيد ستيوارت هو سياسي كندي، ولد في 15 يناير 1874 في كندا، وتوفي في 10 أكتوبر 1933 في تشارلوت تاون في كندا. حزبياً، نشط في حزب المحافظين التقدمي لجزيرة الأمير إدوارد. وقد انتخب رئيس وزراء جزيرة الأمير إدوارد ‏.